# محمد بن يسير الرياشي
أبو جعفر محمد بن يسير الرياشي (؟ - ~218هـ/833م) شاعر عربي من العصر العباسي.

## سيرته
محمد بن يسير من أهل البصرة، وعلى الأرجح ولِدَ فيها، وتاريخ ميلاده غير معروف، وهو في الأصل مولى بني رياش. عاش محمد بن يسير حياته في البصرة، وامتلك فيها بستاناً، ويُوصَف أنَّه ظريف يُحبُّ المجالسة والمؤانسة، وكان لا يهتمُّ بمظهره، بخيل في إنفاقه، ويهوى تربية الحمام، وكان الرياشي مولعاً بالخمرة، لا يقدر على تركها يوماً واحداً. من المؤكِّد أنَّه عاصر خلافة هارون الرشيد في الثلث الأخير من القرن الثاني الهجري، ويُنسَب إليه أنَّه رثى أحمد بن يوسف الكاتب، الذي تُوفِّي قرابة 214هـ، وكان أحمد من أصدقائه المُقرَّبين، ويُقدِّر مؤرِّخو الأدب العربي أنَّ وفاة الرياشي كانت في نهاية العقد الثاني من القرن الثالث الهجري.

## شعره
الرياشي شاعر مُقِل، واتسم شعره بالعذوبة والسهولة، وتناول في شعره الغزل والهجاء والوصف والرثاء، ولم يؤلِّف قصائد في مديح الحكام، وعُرِف الرياشي بشعره الحكيم، خاصةً ما يتعلَّق بالموت، وله أشعاره أخرى في الخمر والمجون، وكان كثير العناية ببستانه، وله فيه قصائد يصف فيها الطبيعة والحيوان والطير، وألَّف مرثية في بستان أماته الشتاء. في العصر الحديث نُشِرت أشعاره في مجلَّة «المشرق» في 1955 بتحقيق شارل بلا، ونُشِر ديوانه مرة أخرى في 1987 بتحقيق بشير العتري، ونُشِر ديوانه منفصلاً في 1996 بتحقيق مظهر الحجي صادراً عن دار الذاكرة في حمص.